# Claudia Lokar
Claudia Lokar (geb. Claudia Margareta Borgschulze; * 9. Februar 1964 in Herne) ist eine deutsche Langstreckenläuferin.

## Laufbahn
1989 errang sie ihren ersten Deutschen Meistertitel im 3000-Meter-Lauf. Weitere nationale Titel über dieselbe Distanz folgten 1992 und 1993, außerdem wurde sie 1992 und von 1994 bis 1996 Deutsche Meisterin im Crosslauf auf der Langstrecke. Bei den Leichtathletik-Weltmeisterschaften 1993 in Stuttgart wurde sie Zwölfte über 3000 Meter.
1994 siegte sie beim Paderborner Osterlauf auf der Halbmarathonstrecke und wurde bei ihrem Debüt über die Volldistanz Zweite beim Hamburg-Marathon in 2:32:06 h. Beim New-York-City-Marathon kam sie auf den fünften Platz in 2:31:47 h. Im Jahr darauf wurde sie in New York Sechste.
1996 gewann sie erneut den Halbmarathon in Paderborn. Bei den Olympischen Spielen in Atlanta startete sie über 5000 Meter, schied aber im Vorlauf aus. Beim Berlin-Marathon erzielte sie mit 2:28:17 h ihre persönliche Bestzeit und wurde als Gesamtvierte Deutsche Marathonmeisterin. Danach machten ihr ein Anriss des Sehnenansatzes im rechten Sitzbein und andere Verletzungen zu schaffen, so dass der Nagoya-Marathon 1997, bei dem sie in 2:32:54 h den 13. Platz belegte, ihr letzter Marathon blieb. Auch wenn sie 1999 offiziell ihre internationale Karriere beendet hat, läuft sie weiterhin ambitioniert, wurde 2002 Deutsche Meisterin im Berglauf und stellte 2009 dreimal einen deutschen Rekord im 10-km-Straßenlauf für die Klasse W45 auf (zuletzt am 8. November in Herne mit 34:29 min).
Claudia Lokar ist 1,61 m groß, wiegt 42 kg und ist von Beruf Sonderschulpädagogin. Sie wird von ihrem Ehemann Wolfgang trainiert, mit dem sie seit Oktober 1992 verheiratet ist. In ihrer Jugend startete sie für TuS 09 Erkenschwick, danach für den SC Eintracht Hamm (1986–1989), die LG Olympia Dortmund (1990–1995) und den TV Wattenscheid 01 (ab 1996), als Hobbyläuferin schließlich für TuS Sythen und SuS Olfen.

## Persönliche Bestzeiten
- 800 m: 2:05,21 min, 3. Juli 1987, Rhede
- 1000 m: 2:48,80 min, 18. September 1989, Prag
- 1500 m: 4:09,64 min, 16. Juli 1987, Zagreb
- 3000 m: 8:43,11 min, 9. September 1995, Monaco
- 5000 m: 15:07,62 min, 1. September 1995, Berlin
- 10.000 m: 31:57,90 min, 9. August 1995, Minden
- Halbmarathon: 1:10:09 h, 6. April 1996, Paderborn
- Marathon: 2:28:14 h, 29. September 1996, Berlin